# Mykhailo Kononenko
Mykhailo Kononenko (Chernígov, 30 de octubre de 1987) es un ciclista ucraniano que compite con el equipo Sakarya BB Team.

## Palmarés
| 2008 - Tour de Mainfranken 2010 - 1 etapa del Gran Premio de Adigueya 2011 - 1 etapa de la Vuelta a Eslovaquia 2012 - 1 etapa del Gran Premio de Sochi - 2.º en el Campeonato de Ucrania Contrarreloj 2013 - Race Horizon Park II - 3.º en el Campeonato de Ucrania Contrarreloj 2014 - Race Horizon Park II - 2.º en el Campeonato de Ucrania Contrarreloj - 1 etapa de la Vuelta al Lago Qinghai - 2 etapas del Baltic Chain Tour 2015 - 1 etapa del Tour de Mersin - Memorial Oleg Dyachenko - 1 etapa de los Cinco Anillos de Moscú - Horizon Park Classic - Campeonato de Ucrania en Ruta 2016 - Memoriał Romana Siemińskiego - Horizon Park Classic | 2017 - Horizon Park Race for Peace - 1 etapa de la Vuelta al Lago Qinghai - Odessa Grand Prix - 1 etapa del Tour de Fuzhou 2018 - 2.º en el Campeonato de Ucrania Contrarreloj - 1 etapa del Tour de Fuzhou 2019 - 3.º en el Campeonato de Ucrania en Ruta - 1 etapa del Tour de China I - 1 etapa del Tour de Quanzhou Bay 2020 - Campeonato de Ucrania Contrarreloj - Campeonato de Ucrania en Ruta - Gran Premio Capadocia - Gran Premio Anatolia Central 2021 - Campeonato de Ucrania Contrarreloj - Gran Premio Develi 2022 - Gran Premio Kapuzbaşı - Tour de Sakarya, más 1 etapa |